# Serie 100 Linimo

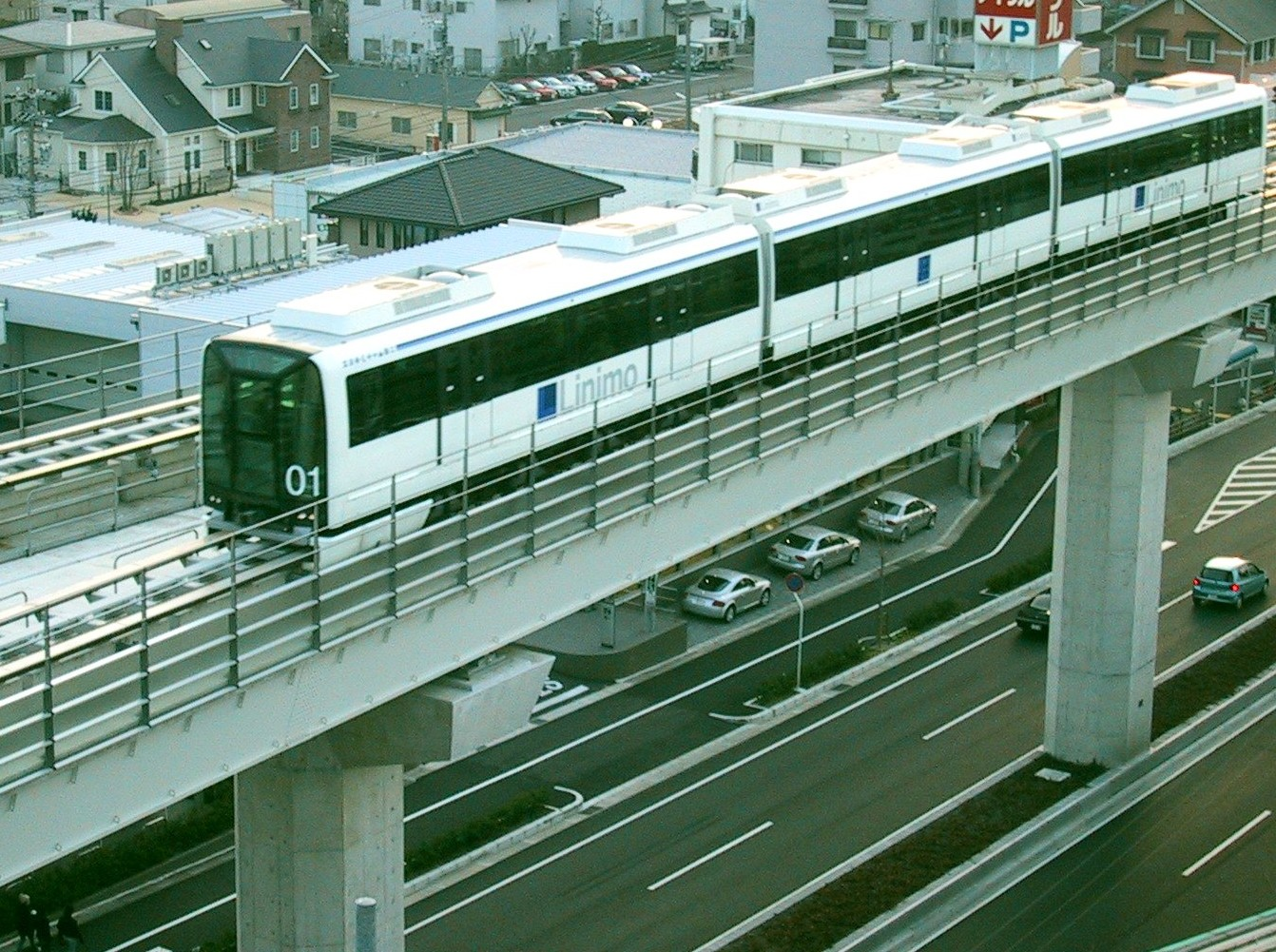
100形電車

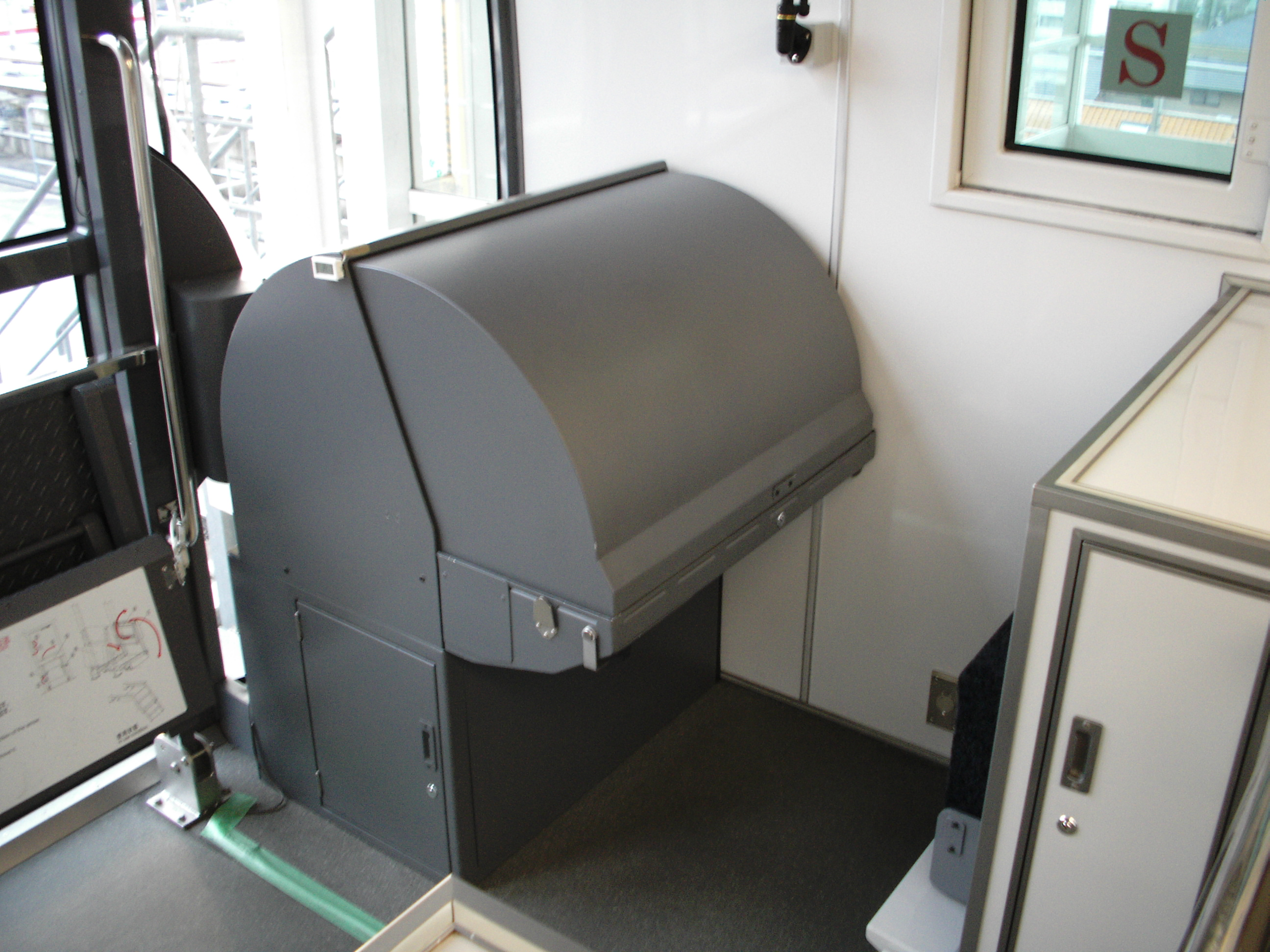
Manueller Fahrstand für Rangierbetrieb

Der Serie 100 Linimo (japanisch 100形電車「リニモ」) ist ein japanischer Magnetschwebebahnzug für die Personenbeförderung.  

## Geschichte
Gebaut wurde der Serie 100 Linimo von dem japanischen Unternehmen Nippon Sharyō Seizō K.K. für den Bahnbetreiber Aichi Rapid Transit Co. Ltd. (鉄道事業者 愛知高速交通). Die ersten Züge wurden für die Personenbeförderung im Stadtverkehr zur Expo 2005, östlich der Stadt Nagoya in Betrieb genommen.  

## Technische Daten
- Hersteller:  Nippon Sharyō Seizō
- Baujahre: 2004–2009
- in Betrieb: seit 2005 bis heute in der Stadt Nagoya
- Anzahl: 9
- Gesamtlänge:  43.300 mm, unterteilt in drei Gelenk-Fahrgastzellen
- Kurvenradius: 75 Meter
- Breite: 2600 mm
- Höhe: 3450 mm
- Kapazität: 244 Personen
- Stromsystem: DC-1500 Volt
- Antrieb: Linearmotor HSST 100 L
- Geschwindigkeit: 100 km/h
- Zugsteuerung: ATO Automatic Train Operation, jede Zugeinheit ist mit einem manuell bedienbaren Führerstand für den Rangierbetrieb jeweils auf der Vorder- und Rückseite versehen.

2006 wurde die Konstruktion mit dem Laurel Prize (ローレル賞 Rōreru Shō) ausgezeichnet.